# Przelew (prawo)
Przelew (łac. cessio „dobrowolne ustąpienie”, stąd potoczne określenie „cesja”) – przeniesienie wierzytelności z majątku pierwotnego wierzyciela (zbywającego, cedenta) do majątku osoby trzeciej (nabywcy, cesjonariusza) na podstawie umowy zawartej między tymi osobami. 
Instytucja przelewu wierzytelności i bliźniacza do niej instytucja przejęcia długu są wyrazem obiektywizacji zobowiązań w nowoczesnym prawie cywilnym. Obiektywizacja ta polega na oderwaniu wierzytelności od podmiotu, któremu przysługuje, na tyle, że może ona stanowić samodzielny przedmiot obrotu – wierzytelność nie tylko nie upada wraz ze zbyciem przez wierzyciela, ale nawet nie zmienia swojej istoty. 
Przelew wierzytelności w prawie polskim regulują przepisy art. 509–517 Kodeksu cywilnego. 
Przelana może zostać każda wierzytelność, o ile nie sprzeciwia się to ustawie (np. zakaz z art. 449 k.c.), zastrzeżeniu umownemu (pactum de non cedendo) lub właściwości zobowiązania, np. przy zobowiązaniach alimentacyjnych (art. 509 § 1 k.c.). 
Prawnym skutkiem przelewu jest przejście ze zbywającego na nabywcę wierzytelności wraz ze wszystkimi związanymi z nią prawami (art. 509 § 2 k.c.). Skutek ten następuje z mocy samej umowy (solo consensu). Jeżeli przelew następuje w wykonaniu zobowiązania wynikającego z innej czynności prawnej, to jego ważność jest uzależniona od istnienia tego zobowiązania (art. 510 k.c.). Do ważności przelewu nie jest natomiast wymagana żadna szczególna forma, może być ona ustna albo per facta concludentia – art. 514 k.c. zastrzega jedynie wymóg formy pisemnej do celów dowodowych, gdy wierzytelność jest stwierdzona pismem. 
Poza zmianą osoby wierzyciela przelew nie wprowadza żadnej zmiany samej treści wierzytelności. Dłużnik przelanej wierzytelności zachowuje wszelkie zarzuty, które miał wobec zbywającego (pierwotnego wierzyciela) w chwili powzięcia wiadomości o przelewie (art. 513 § 1 k.c.). Do przelania wierzytelności nie jest dlatego potrzebna zgoda dłużnika; jednakże aktem staranności ze strony zbywającego wierzytelności jest zawiadomienie go o tej umowie. W przeciwnym przypadku dłużnik może zwolnić się ze zobowiązania, świadcząc zbywającemu, czyli pierwotnemu wierzycielowi (art. 512 k.c.). 
Należy podkreślić, że przelew nie prowadzi do wstąpienia nabywcy w miejsce zbywającego wierzytelności w danym stosunku zobowiązaniowym. Do tego byłaby potrzebna umowa łącząca przelew i przejęcie długu. Przy przelewie wierzytelności z umowy wzajemnej cedent nadal pozostaje dłużnikiem w zakresie swego świadczenia. 
Od przelewu wierzytelności należy odróżnić wstąpienie w prawa zaspokojonego wierzyciela, uregulowane w art. 518 k.c., które następuje z mocy prawa, tylko w określonych przypadkach i tylko do wysokości dokonanej zapłaty. 
W odróżnieniu od poprzednio obowiązującego Kodeksu zobowiązań, Kodeks cywilny nie zawiera ogólnej regulacji skutków ani trybu przejścia praw innych niż prawa rzeczowe, w szczególności praw obligacyjnych. Przelew nie jest taką ogólną regulacją, tym niemniej w przypadkach nieuregulowanych przez prawo dopuszczalne jest stosowanie przepisów o przelewie przez analogię.
 Zapoznaj się z zastrzeżeniami dotyczącymi pojęć prawnych w Wikipedii.